# Digitalisierung in der Landwirtschaft

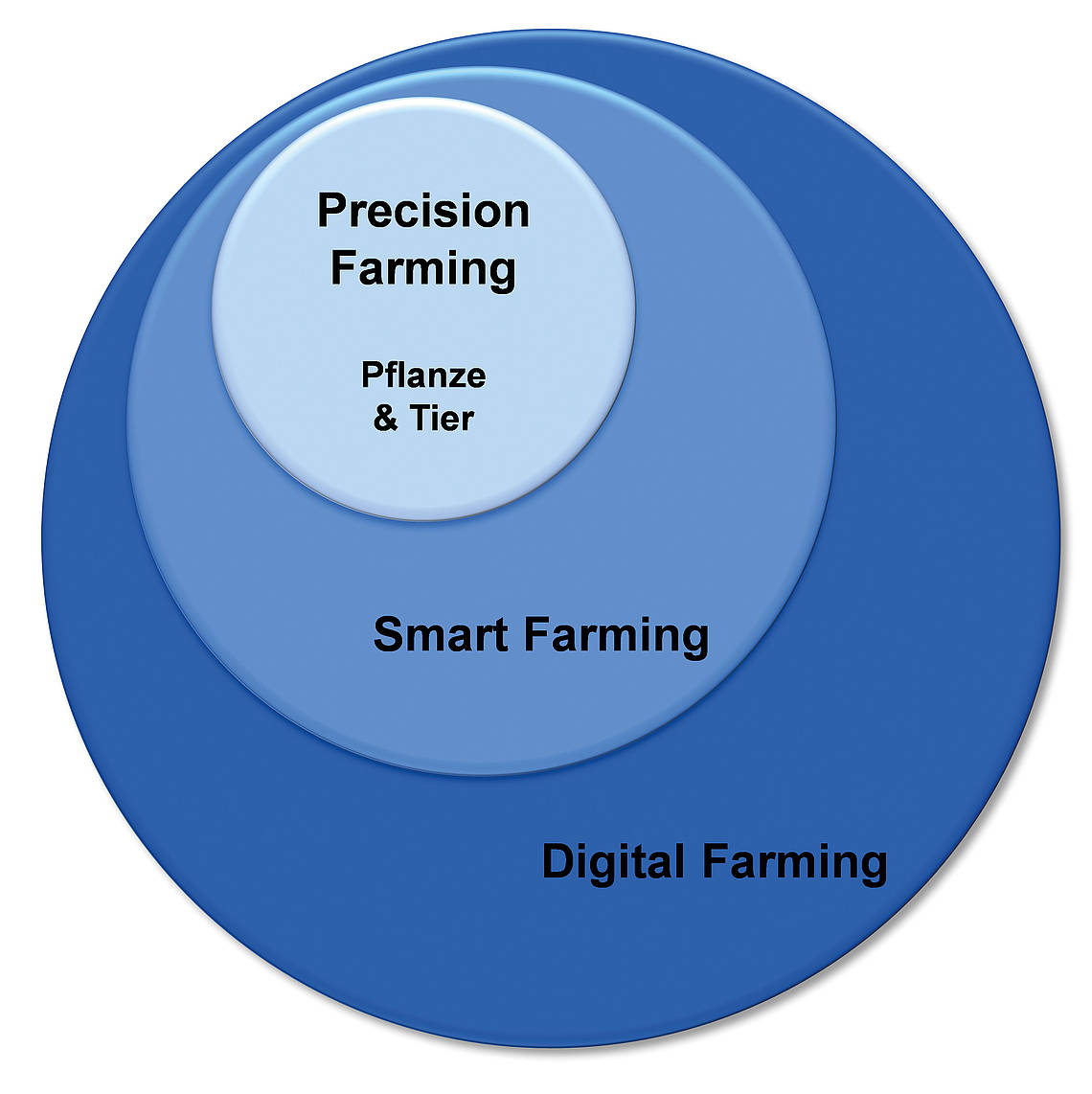
Precision Farming / Precision Livestock Farming als Teilmenge von Smart Farming. Digital Farming als integrierend für alle bisherigen Systeme (Griepentrog)

Die Digitalisierung in der Landwirtschaft baut auf bereits digital existierende Produktionsverfahren auf, die heute anerkannt und akzeptiert sind. Sie weisen bereits eine gewisse Komplexität insbesondere in der Informationstechnik auf und führen zu besseren Betriebsergebnissen. Dies sind das Precision Farming, Precision Livestock Farming und Smart Farming. Diese Verfahren sind als wichtige Bestandteile der Digitalen Landwirtschaft anzusehen. Die Digitale Landwirtschaft erweitert diese bestehenden Systeme jedoch erheblich um neue und umfassendere Komponenten.

## Abgrenzung von Precision, Smart und Digital Farming

### Precision Farming
Seit Anfang der 1990er Jahre steht der Begriff Precision Farming für die Nutzung der sogenannten Teilschlagtechnik beispielsweise kartierter variabler Dosierung und präziser Applikationstechnik. Darüber hinaus werden automatische Lenksysteme und Teilbreitenschaltungen genutzt. Dazu gehören auch sich auf verändernde Einsatzbedingungen selbsttätig anpassende komplexe Maschinenfunktionen bei Erntemaschinen als auch das wichtige Thema der Optimierung von komplexer Abfuhr- und Versorgungslogistik. Precision Livestock Farming bedeutet die Nutzung moderner Sensor-Aktor-Kombinationen von der exakten Zuteilung von Leistungsfutterkomponenten bis hin zum automatischen Melken und zum Gesundheitsmonitoring.

### Smart Farming
Der Begriff Smart Farming kam in den 2000er Jahren mit den sensorbasierten Echtzeitsystemen zur Dünger- und Pflanzenschutzapplikation auf. Bei diesem Verfahren wird beispielsweise die Biomasseverteilung eines Bestandes erfasst und abhängig vom Sensorwert in Echtzeit eine Düngermenge appliziert. Hierzu muss in der Teilschlagtechnik keine aufwendige und kostenintensive Bodenbeprobung mehr durchgeführt werden. Der Landwirt kann über eine einfache Kalibrierung der Sensoren das Mengenniveau als auch die Verteilung definieren. Ein solches System stellt damit eine Kombination aus Automatisierung des Verfahrens und Entscheidungsunterstützung dar. In der Tierhaltung wird der Begriff Smart Farming mit Sensor-Aktor-Kombinationen von der Datenerfassung über die Entscheidungsunterstützung bis hin zur automatisierten Ausführung und der Kombination von exekutiven (z. B. Melkroboter) und evaluativen Funktionen (z. B. Brunsterkennung) verwendet.

### Digital Farming
Bei Digital Farming, oder auch Farming 4.0 genannt, ist eine Systemtechnik gemeint, die die bestehenden Verfahren um vier weitere Hauptkomponenten ergänzt:
a) Das Internet der Dinge oder Internet of Things (IoT) oder die Maschine-zu-Maschine-Kommunikation (M2M)
b) Das Cloud Computing
c) Big-Data-Analysen und Künstliche Intelligenz (KI)
d) Die Robotik mit mobilen und stationären Einheiten.
In allen Bereichen sind bereits Entwicklungsansätze für in der Praxis nutzbare Produkte erkennbar. Erwartet wird, dass in der nahen Zukunft diese jedoch erheblich an Reife und Bedeutung gewinnen werden.

## Umwelt und Gesellschaft
Die Prozesse in der Natur wie das Wetter sowie andere biotische (lebende) und abiotische (unbelebte) Faktoren der landwirtschaftlichen Produktion lassen sich durch die Digitalisierung besser beobachten. Dies ist durch Einsatz von Sensoren, Fernerkundungsdaten und digitalen Simulationen möglich. Der Landwirt kann früher und besser darauf reagieren. Wie auch bei der Wettervorhersage hilft nur eine umfangreiche und langjährige Datenerfassung von vielen relevanten Faktoren am Standort, um Big-Data-Analysen zu ermöglichen, die wiederum als Basis für bessere standortspezifische Entscheidungen gelten können.
Die Digitalisierung kann darüber hinaus dazu beitragen, dass natürliche Zusammenhänge besser verständlich und beschreibbar werden. Dadurch werden Potenziale zur Optimierung für verschiedene Produktionsziele wie die Kopplung von Umweltschonung und Produktivität möglich. Neue Anbausysteme ohne Pestizideinsatz sind ebenfalls denkbar, da insgesamt biologische Zusammenhänge besser beschrieben, evtl. vorhersagbar und somit erfolgreicher für verschiedene Produktionsziele genutzt werden können. Es werden intelligentere Landmaschinen und Verfahrenstechniken entwickelt, die neben der Ertragsfähigkeit und den tierischen Leistungen auch Bedürfnisse der Ökologie von Kulturlandschaften sowie der Nutztiere und des Menschen berücksichtigen können.

## Komponenten des Digital Farming
Landwirtschaft 4.0 ist die Digitalisierung von landwirtschaftlichen Produktionsprozessen im Pflanzenbau und in der Nutztierhaltung. Dazu gehören verschiedene Komponenten, die im Folgenden erläutert werden sollen.

### Internet of Things (IoT)

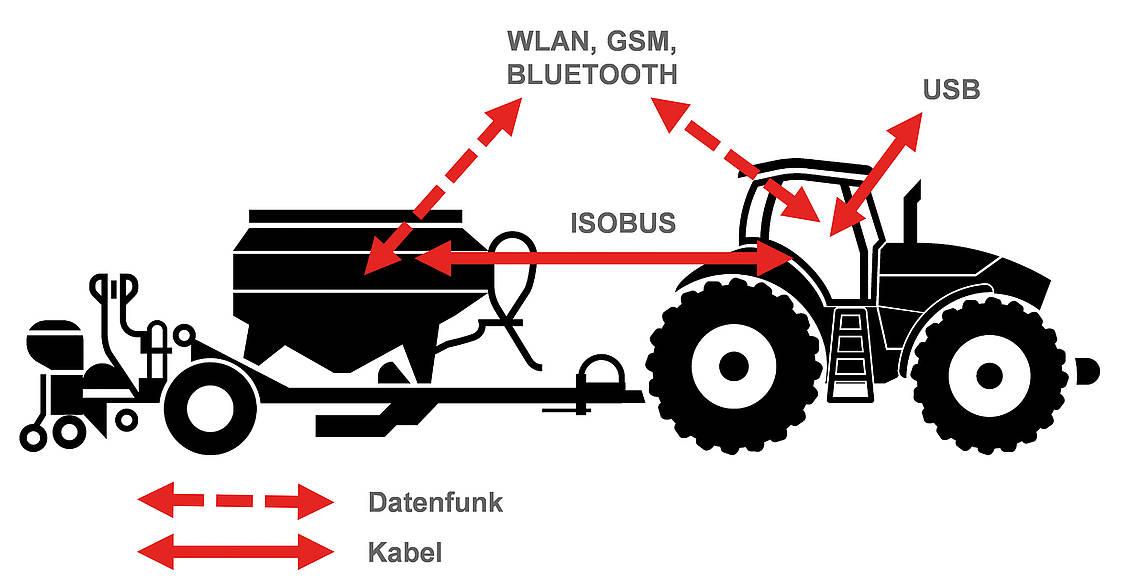
Möglichkeiten des IoT (Internet of Things) für Landmaschinen zur vernetzten Kommunikation mit Betriebsrechner, Cloud Computer oder mobilen Endgeräten (Griepentrog)

Das „Internet der Dinge“ (Internet of Things oder IoT) ist ein Sammelbegriff für eine Infrastruktur der Informationstechnik. Sie ermöglicht es, physische und virtuelle Gegenstände miteinander elektronisch zu vernetzen und automatisch kommunizieren zu lassen.
Damit auch landwirtschaftliche Maschinen entsprechend gesteuert werden können, bedarf es einer speziellen erweiterten Technik. Diese muss Zugriff auf bestimmte standardisierte Vokabulare oder sogenannte Ontologien haben. Hiermit können Programme die Art und Bedeutung der Daten in Echtzeit „nachschlagen“ und somit ihren Inhalt erfahren. Dazu treten beispielsweise anstelle von allgemeinen Textsequenzen wie „Sieglinde“ für eine Kartoffelsorte oder „Düngung mit Wirtschaftsdünger“ Verweise auf online verfügbare Begriffe, die technisch durch ihre standardisierten URIs (Uniform Resource Identifier) dargestellt werden. Nur durch diese semantischen Techniken mit ihren einheitlichen Vokabularien können eine größtmögliche Flexibilität und Zukunftssicherheit bei der Datenhaltung erreicht werden.
Ein etablierter Kommunikationsstandard zwischen Maschinen ist heute der sogenannte ISOBUS nach ISO 11783. Hiermit können Maschinen (Traktor, Gerät und Büro-IT) herstellerübergreifend kommunizieren. Dieser Standard ist nicht nur bedeutend für die Steuerung von Landmaschinen (Abbildung 4). Seine Bedeutung im Rahmen der Digitalisierung und eines IoT ist enorm. Die Kommunikationseigenschaften des ISOBUS sind jedoch begrenzt und eignen sich deshalb nicht für alle digitale Anforderungen.

### Cloudsysteme

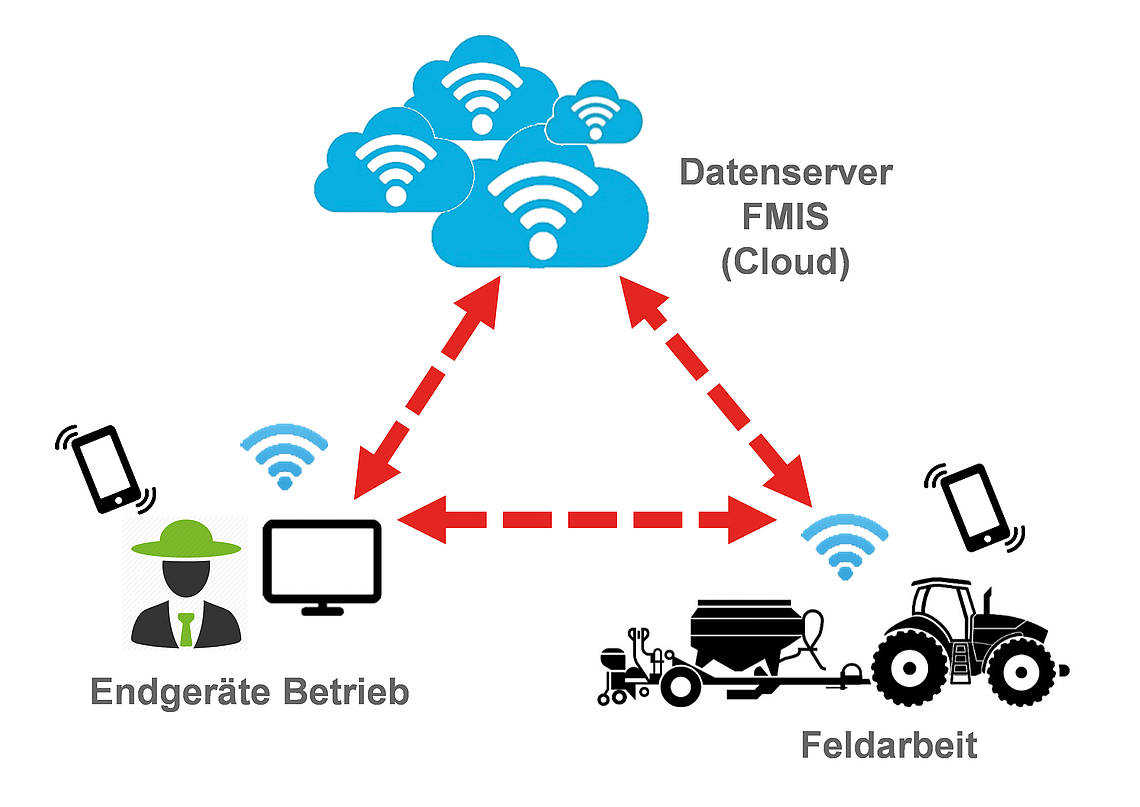
Cloud Computing mit Farm Management Informationssystemen (FMIS) und Datenverbindung zu Feldmaschinen und mobilen Endgeräten (Griepentrog)

Mit einer drastisch zunehmenden Digitalisierung sind wesentlich höhere Anforderungen an Informationssysteme wie ein stetig wachsender Bedarf an Rechenleistung und Speicherkapazität verbunden. Einen Lösungsansatz hierfür bietet das Cloud Computing. Durch große IT-Ressourcen, die auf Abruf bereitgestellt werden können, entstehen äußerst flexible und skalierbare Hard- und Softwareinfrastrukturen. Wichtig ist heute der mobile Zugriff auf Daten mit unterschiedlichen Endgeräten. Grundtypen von Cloudsystemen sind Globale Cloud, Regionale Cloud und Private Cloud. Eine private Cloud (Homeserver) mit Internetzugriff auch von außen kann die Ausfallsicherheit fördern und minimale Anforderungen an die Datensicherheit gewährleisten.
Es existieren heute bereits verschiedene cloudbasierte Plattformkonzepte wie z. B. reine Datenplattformen zum herstellerübergreifenden Austausch von Maschinendaten. Außerdem gibt es spezialisierte Handelsplattformen wie sogenannte digitale Handelsmärkte für den An- und Verkauf von Waren. Einen weiteren großen Anteil haben Management Plattformen wie die Farm Management Informations-Systeme (FMIS). Sie sind in gewisser Weise eine Fortführung der elektronischen Ackerschlagkarteien jedoch auf digitaler Plattformebene (Abbildung 5).
Manche heutigen zentralistischen Portale funktionieren hervorragend nur innerhalb der Maschinenflotten des jeweiligen Herstellers. Aus Sicht der Landwirte ist es aber nur vorteilhaft, wenn ein übergreifender und herstellerunabhängiger Datenaustausch ermöglicht wird, da auf den Betrieben im Ackerbau häufig Maschinensysteme verschiedener Hersteller eingesetzt werden.

### Big Data und Künstliche Intelligenz
Daten werden bereits heute und in der Zukunft zunehmend von Maschinen, Sensoren, Computer, Smartphones und ähnlicher Technologie erfasst, gespeichert und ausgewertet. Es ergeben sich daraus sehr große Datenmengen mit entsprechenden Datenspeichern, die für eine sinnvolle Nutzung nur über sogenannte Big Data Analyse ausgewertet werden können. Das in diesen Daten enthaltene Nutzungspotenzial ist auch für die Landwirtschaft enorm, sowohl für den standortangepassten Ackerbau als auch für eine verbesserte Tierhaltung. Werden diese Analysen richtig verknüpft und zu sinnvollen Auswertungen zusammengefasst, unterstützen sie den Landwirt in seinen strategischen (langfristig) und operativen (kurzfristig) Entscheidungen. In der Landwirtschaft fallen bereits heute Daten in erheblichem Umfang an, wie bei modernem Herdenmanagement mit automatischen Melksystemen und ISOBUS-gesteuerten Feldmaschinen im Ackerbau. Sie können allerdings bisher wenig genutzt werden, da es zu wenig Vernetzungen der Maschinen (IoT) und wenig Speichermöglichkeiten (Cloud) gibt.
Die Künstliche Intelligenz (KI) oder auch maschinelles Lernen ist ebenfalls Teil der Begriffswelt von Digitaler Landwirtschaft. Eine KI-Einheit lernt dabei aus aufgezeichneten oder ausgewählten Trainingsdaten, indem es nach Mustern sowie wiederkehrenden Strukturen sucht, aus denen sich Gesetzmäßigkeiten ableiten lassen. Mit der Vernetzung und Speicherung der Daten eines Betriebes über mehrere Jahre können Algorithmen des maschinellen Lernens so trainiert werden, dass Betriebsabläufe transparenter werden, um so Erfolgsfaktoren zu genieren, die zu besseren Entscheidungen führen. Des Weiteren können die Algorithmen auch eingesetzt werden, um z. B. Pflanzenkrankheiten, Unkräuter oder Schädlinge zu erkennen oder in Abhängigkeit von Wetter, Standort- und Bestandesfaktoren zu prognostizieren.

### Automation und Robotik

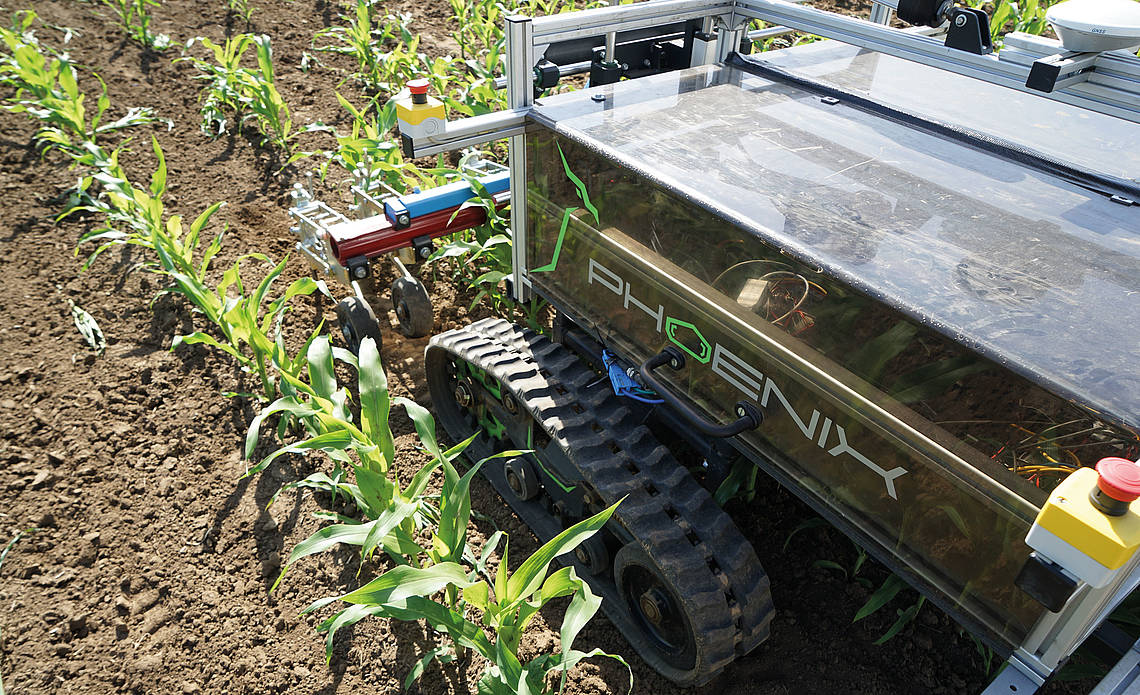
Feldroboter unterscheiden sich von konventionellen Landmaschinen und sind häufig auf bestimmte Feldarbeiten spezialisiert (Griepentrog)

Die Möglichkeiten der Robotik stellen eine neue Stufe der Mechanisierung als auch der Automatisierung dar. Autonome Maschinen sind in der Größe skalierbar und deshalb auch ein Thema für kleinere und mittlere Landwirtschaftsbetriebe. Allerdings braucht Robotik, wie viele neue Anwendungen der digitalen Landwirtschaft auch, eine stabile digitale Infrastruktur, die eine sichere Kommunikation der Maschinen untereinander als auch die Integration der Kommunikation in das gesamte betriebliche IT-System gewährleisten muss.
Es zeichnet sich bereits ab, dass autonome Roboter meist von kleiner Größe und elektrisch angetrieben sein werden. Das führt zu erheblichen Reduktionen an Investitionskosten und an Fahrzeuggewichten. Je geringer die Anschaffungs- und Investitionskosten sind, desto geringer kann die Flächenleistung sein. Dieser Effekt hilft bei der Akzeptanz autonomer Agrarroboter, denn viele Aufgaben, die ein Roboter erfüllen muss, sind bei geringen Fahrgeschwindigkeiten wesentlich präziser, aber vor allem mit weniger Energie umsetzbar. Derartige Geräte sind leicht und deshalb bodenschonend. Die Skalierung auf größere Flächen wird nicht durch größere und schnellere Maschinen erreicht, sondern über einen Schwarm miteinander kooperierender gleichartiger und kleiner Roboter.
Mit der Abkehr von großen Arbeitsbreiten mit schweren Maschinen geht auch einher, dass die Felder nicht mehr möglichst groß und ausgeräumt sein müssen. Es können sogar traditionelle Landschaftselemente (z. B. Hecken, Teiche) eingeführt werden, da sie sich für kleine autonome Maschinen nicht negativ auf die Produktivität und Flächenleistung auswirken. Somit kann eine erhebliche Steigerung der Biodiversität unserer Agrarlandschaften erreicht werden.
Bei der Anwendung der Robotik stehen wir noch am Anfang, wenngleich es bereits erste Anwendungen gibt, wie etwa autonome Roboter mit Reihenhacken im Feldgemüseanbau.

### Öffentliche Geodaten
Öffentliche Geodaten können als Basisdaten angesehen werden, und falls sie bereitgestellt werden, als wertvolle Informationsquelle dienen. Dies sind meist Schlagumrisse, Bodeninformationen, Erosionskataster u. a. Öffentlich vorgehaltene Geodaten können so als Grundlage für digitale standortbezogene Dienste genutzt werden.
Einige Bundesländer wie Rheinland-Pfalz und Baden-Württemberg haben Konzepte zur Bereitstellung öffentlicher Geodaten exemplarisch umgesetzt: Mit dem Geoportal „MapRLP“ stehen den Landwirten relevante Geobasisdaten frei und in offengelegten Formaten zur Verfügung, wobei auch ein lokales Zwischenspeichern und die Übertragung auf mobile Endgeräte möglich sind.
Als amtliche Geobasisdaten gelten Straßen- und Wegenetz, Luftbilder, Liegenschaftskarte u. a. Auch können sogenannte amtliche Geofachdaten bereitgestellt werden wie Erosionskataster, Bodeninformationen, Schutzgebietsgrenzen, Referenzwerte (Nmin) u. a.
Eine reichhaltige Quelle an öffentlichen Geobasisdaten bietet das Geodatenportal von INSPIRE.

### Datensicherheit und Datenschutz
Die sinnvolle Nutzung von Daten erfordert eine umfassende Datenerfassung und Speicherung. Daraus entstehen durchaus Risiken. Es können Informationen aus personen- und flächenbezogenen Daten generiert werden, wie beispielsweise zu Menge und Qualität von Ernteprodukten und auf Dauer Intensität der Maschinennutzung. Das heißt, wer standortspezifische Daten hat, hat einen Wissens- und Wettbewerbsvorteil. Interesse an den Daten haben viele: der Landwirt, der Lohnunternehmer, der Landmaschinenhändler, der Maschinenring, der Landhandel, die Politik, die Wirtschaft, die Behörden und der Anbieter der Cloud.
Die Wahrung des Betriebsgeheimnisses – keine Datennutzung ohne Zustimmung – muss für CloudSysteme mit Datenzugriff von außen gewährleistet werden, da detaillierte Daten über Felder, Maßnahmen, Erträge usw. ein auch kommerziell wertvolles Gut darstellen. Klare Zugriffsrechte sowie ein zweckbestimmter Datenaustausch und Auftrag mit Dienstleistern müssen unter der Kontrolle des Landwirts bleiben.
Für den Landwirt sollte immer gelten, dass er aus seinen Daten Nutzen zieht. Der Landwirt ist der Urheber der Daten. Deshalb sind dezentrale Strukturen mit Datenschutz zu empfehlen, da sie die Anbietervielfalt fördern und das Risiko der Abhängigkeiten von einem zentralen Datenpartner reduzieren. Bei Bezahlangeboten sollte man sich nach der Datensouveränität und dem Serverstandort erkundigen, da der Serverstandort den Datenschutz wesentlich beeinträchtigen kann.
Augenblicklich bieten viele zentrale Daten-Plattformen ihren Service kostenfrei an, wenn Nutzer der Überlassung der Daten zustimmen. Doch muss dem Nutzer dabei eines klar sein: Plattformnutzer haben heute juristisch keine eindeutigen Rechte, wenn es um nicht-personenbezogene Daten geht. Beispielsweise kann er die kommerzielle Nutzung der überlassenen betrieblichen Daten durch den Plattformbetreiber nicht verbieten. Es besteht auch keine Klagemöglichkeit, dass Nutzer ökonomisch an der Verwertung der Daten beteiligt werden müssen. Stand der Rechtssituation ist, dass einmal erfasste und überlassene Daten in den Besitz des neuen Datenhalters, also dem Plattformbetreiber, übergehen.
Viele Betriebsleiter gehen heute ohne Gewissheit über die sichere und geschützte Speicherung der Daten nicht in die Cloud. Das führt dazu, dass nicht der Datenschutz, sondern die Datenunsicherheit die Digitalisierung bremst und Potenziale ungenutzt bleiben.
Weiterhin spielt bei der Speicherung von Produktions- und Betriebsdaten auch die Psychologie eine Rolle, da manche Landwirte befürchten, damit Begehrlichkeiten seitens Behörden nach Auskunftspflicht zu wecken. Dies muss aus Gründen des Geschäfts- und Betriebsgeheimnisses abgelehnt werden, da gerade die breite Nutzung der digitalen Daten grundsätzlich erheblich behindert wird. Der Schutz des Geschäfts- und Betriebsgeheimnisses muss auch für Landwirte wie für andere private Betriebe der freien Wirtschaft gelten. Andererseits muss der Landwirt den gesetzlichen Vorgaben nach Auskunft und Dokumentation selbstverständlich nachkommen.
Innerhalb der EU existiert ein Verhaltenskodex zum Datenschutz. Dieser ist allerdings weitgehend unverbindlich. Er verweist auf die in der EU geltenden Verordnungen zum Datenschutz und beinhaltet eine Checkliste für landwirtschaftliche Betriebe mit wichtigen Servicevereinbarungen.

## Ausfallsicherheit

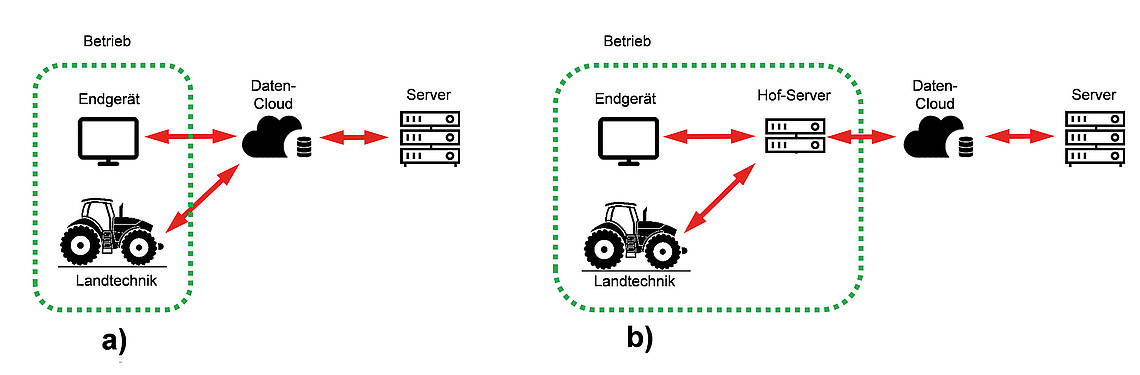
Zentrales Cloudsystem (a) mit externer Datenhaltung und dezentrale Struktur (b) mit Hofserver und Rückfallfunktionalität im Ausfallszenario (Nach Reuter et al. 2018, geändert)

Die Landwirtschaft eines Landes ist in vielen Ländern als kritische Infrastruktur zu verstehen und von wichtiger Bedeutung für das staatliche Gemeinwesen. Bei Ausfall oder Beeinträchtigung können nachhaltig wirkende Versorgungsengpässe, erhebliche Störungen der öffentlichen Sicherheit oder andere dramatische Folgen eintreten. Dabei spielt die Lagerhaltung eine große Rolle.
Laut dem Bundesamt für Sicherheit in der Informationstechnik (BSI) ist die landwirtschaftliche Produktion Teil der nationalen kritischen Infrastruktur in Deutschland und muss deshalb auch in Ausnahmesituationen gewährleistet bleiben. Ausnahmesituationen sind Naturereignisse, technisches oder menschliches Versagen, Terrorismus, Kriminalität und Krieg.
Um den Risiken eines zentralen Cloud-Computings zu begegnen, erscheint es sinnvoll, eine dezentrale Realisierung entsprechender Dateninfrastrukturen zu errichten. Dabei geht es darum, dass das IT-System grundsätzlich auch ohne externe Internetanbindung weiterhin in einem eventuell reduzierten Funktionsumfang arbeitsfähig bleibt. Bei solchen Systemen bleiben auch bei Ausfall der Netzverbindungen die lokal in den Komponenten zwischengespeicherten Daten noch verfügbar und gewährleisten so eine gewisse Robustheit gegen Störungen (Abbildung 7).

## Digitale Experimentierfelder
Um die Potenziale der Digitalisierung in der Landwirtschaft in der Praxis optimal zu nutzen, fördert das Bundesministerium für Ernährung und Landwirtschaft (BMEL) insgesamt 14 digitale Experimentierfelder. Die vom BMEL finanzierten Projekte sollen dabei helfen, digitale Techniken für Pflanzenbau und Tierhaltung zu erforschen und deren Praxistauglichkeit zu testen. Die Experimentierfelder befinden sich auf landwirtschaftlichen Betrieben, auf denen untersucht werden soll, wie digitale Techniken optimal zum Schutz der Umwelt, Steigerung des Tierwohls und der Biodiversität sowie zur Arbeitserleichterung eingesetzt werden können. Für interessierte Praktiker sind die Experimentierfelder Anlaufstellen, sich über die Möglichkeiten der Digitalisierung in der Landwirtschaft zu informieren.
Im September 2019 sind die ersten von insgesamt 14 Experimentierfelder gestartet, davon acht im Bereich Pflanzenbau, drei in der Tierhaltung und drei bereichsübergreifend. Die Experimentierfelder sind über ganz Deutschland verteilt und haben unterschiedliche Schwerpunkte. Sie befassen sich mit unterschiedlichen Themen wie der Nutzung des neuen Mobilfunkstandards 5G in der Landwirtschaft, der optimalen Zusammenarbeit von Landmaschinen durch digitalen Datenaustausch in der Pflanzenproduktion zur Reduzierung des Einsatzes von Dünge- und Pflanzenschutzmitteln, der tiergerechten Haltung von Milchkühen durch den Einsatz digitaler Techniken sowie deren Nutzung in kleinen landwirtschaftlichen Betrieben. Die Experimentierfelder werden insgesamt mit 50 Millionen Euro über drei Jahre gefördert.
Die Experimentierfelder werden von einem neu eingerichteten Kompetenznetzwerk „Digitalisierung in der Landwirtschaft“ fachlich und wissenschaftlich begleitet. Das Netzwerk setzt sich zusammen aus rund 30 Experten aus der Wissenschaft, von Verbänden sowie die Sprecher der Experimentierfelder. Geleitet wird das Netzwerk von der Digitalisierungsbeauftragten des BMEL. Aktuelle Entwicklungen und Herausforderungen aus allen Bereichen der Digitalisierung in der Landwirtschaft sollen im Netzwerk analysiert und Lösungsvorschläge erarbeitet werden. Das Kompetenznetzwerk tagt zweimal jährlich und erhält zur Unterstützung eine Geschäftsstelle in der Bundesanstalt für Landwirtschaft und Ernährung.

## Innovation Farm
Das Konsortium der Innovation Farm unter dem Slogan „Farming For Future“ bündelt in Österreich die Kompetenzen im Bereich der Digitalisierung, um eine umweltgerechte Weiterentwicklung der Landwirtschaft mit Hilfe neuer Technologien zu fördern. Aufgabe ist dabei die praktische Erprobung, Optimierung und Vermittlung von modernen, technischen Entwicklungen, Produkten und Konzepten in der Innenwirtschaft (Tierhaltung) als auch der Außenwirtschaft (Ackerbau, Grünland). Die Innovation Farm hat das grundlegende Ziel, den Nutzen neuer technischer Lösungen für die österreichische Landwirtschaft herauszuarbeiten und den Zugang zu neuen Entwicklungen für Landwirte zu erleichtern, womit sie einen wichtigen Beitrag für eine nachhaltige Landwirtschaft liefert. Durch das Zusammenspiel von Hersteller und Forschung sollen praxistaugliche Lösungen für den modernen landwirtschaftlichen Betrieb evaluiert und auch bereitgestellt werden. Der Begriff Landwirtschaft 4.0 soll für Anwender greifbar und anwendbar gemacht werden. Dabei sollen Chancen, aber auch Risiken aufgezeigt, Trends analysiert und mit dem vorhandenen Know-how eine effiziente und nachhaltige Bewirtschaftung sichergestellt werden. Das Vorhaben wird von Bund, Ländern und EU unterstützt.

## Agrartechnologie und Digital Farming
In Österreich findet die Digitalisierung in der Landwirtschaft auch in der Ausbildung starke Berücksichtigung. Am Campus Francisco Josephinum in Wieselburg (Niederösterreich) wird der 5-jährige maturaführende Ausbildungszweig "Informationstechnologie in der Landwirtschaft" angeboten sowie in Kooperation mit der Fachhochschule Wiener Neustadt der 3-jährige Bachelorstudiengang "Agrartechnologie & Digital Farming".

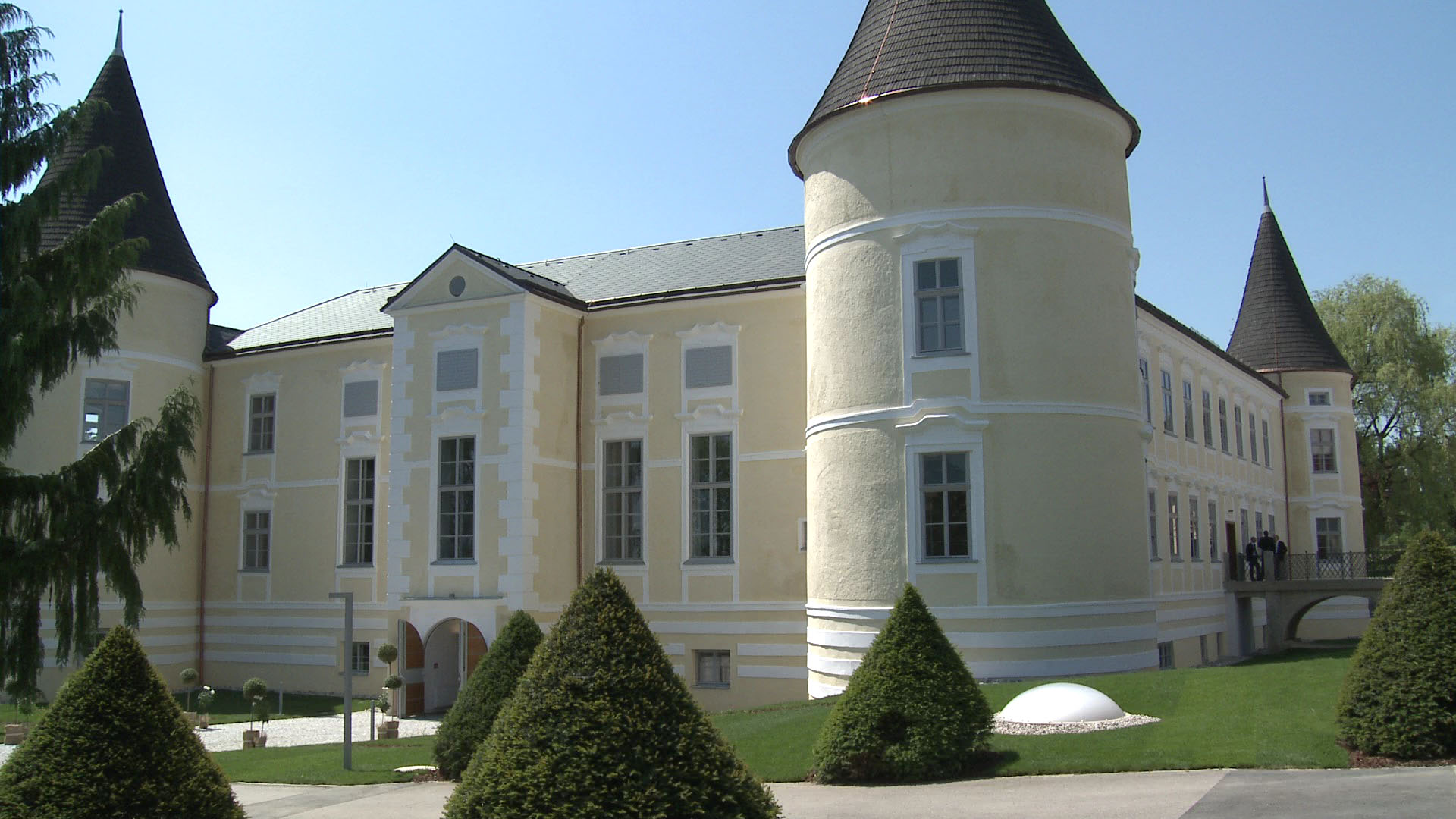
Schloss Weinzierl – Francisco Josephinum

Der Bachelorstudiengang ist einzigartig in Österreich. Die Studierenden lernen praxisnah die Funktionsweisen von Sensoren sowie mechatronischen Systemen kennen und erfahren, wie sie diese in der Landwirtschaft einsetzen können. Zur Bewältigung der gesammelten Datenmengen arbeiten sie mit den neuesten agrartechnologischen Methoden, wie z. B. künstlichen Intelligenzen (KI) und wenden diese an landwirtschaftlichen Fragestellungen an, um u. a. Applikationskarten auf Basis von Satellitendaten für die Düngung zu erstellen oder die Tierbeobachtung zu verbessern.
Die Absolventen (Bachelor of Science in Engineering (BSc)) überzeugen durch ihr agrarisches Know-how in Kombination mit den digitalen Schlüsselkompetenzen. Mit der Hybridqualifikation verstehen sie sowohl die landwirtschaftlichen Prozesse als auch die neuen technologischen Möglichkeiten und können so das Potential in der Anwendung und in der Entwicklung der Digitalisierung bestmöglich nutzbar machen.

## Vor- und Nachteile einer Digitalisierung in der Landwirtschaft
Die Unternehmensberatung PricewaterhouseCoopers sieht in der Landwirtschaft eine Vorreiterrolle bei der Digitalisierung.
Folgende Vorteile werden erwartet:
- Es kann sich eine Arbeitserleichterung ergeben, z. B. durch verringerten Dokumentations- und Planungsaufwand, Aufgaben-Statuslisten (ToDo) und Automatisierung von Prozessen
- Bessere Entscheidungen durch größere Transparenz des Betriebes sollen erreicht werden über Monitoring, Warnungen und Empfehlungen
- Durch einen Daten- und Informationsaustausch mit Dritten kann eine einfache Auftragsabwicklung, Zertifizierung und Rückverfolgbarkeit möglich werden
- Generationsübergreifender Wissensmehrwert durch (Hilfe beim Nutzen von) Pflanzen-Apps[14]
- Insgesamt wird erwartet, dass Prozessverbesserungen über ein kontinuierliches Monitoring und ein Erkenntniszuwachs beispielsweise durch KI-Anwendungen erreicht werden kann.

Als Nachteil ist zu sehen, dass die Nutzung der digitalen Möglichkeiten für die meisten Landwirte mit erheblichen Kosten verbunden ist, die sich erst ab einer bestimmten Betriebsgröße rechnen. Zudem sind die Daten nicht immer dort verfügbar, wo sie jeweils benötigt werden.
Die Folgen eines breiteren Einsatzes von digitalen Lösungen in der Landwirtschaft werden auch kontrovers diskutiert. Das KTBL stellte 2017 fest, dass zum Beispiel der Verlust der Handlungsautonomie bei Prozessen und Entscheidungen, eine Überforderung durch zunehmende Komplexität der Entscheidungen und eine Polarisierung der Arbeit grundsätzliche Risiken einer Digitalisierung in der Landwirtschaft darstellen können. Organisationen wie das Agrarbündnis e. V. sehen darüber hinaus insbesondere die „Übernahme und kommerzielle Nutzung von Daten, Informationen und Erfahrungen zu Klima, Genetik, Böden, Aussaat- und Erntezeiten, die über Jahrtausenden von Jahren in den Händen von Bäuerinnen und Bauern sowie indigenen Völkern waren und größtenteils auch noch sind.“ Darüber hinaus bleibt die Frage der Datenhoheit und -souveränität oft ungelöst: Der Bitkom stellte 2019 fest, dass die Hoheit für Daten, die Landwirte beim Einsatz ihrer Geräte und bei der Bewirtschaftung ihrer Betriebe erzeugen und die eine Identifikation der Person zulassen, bei den Landwirten selbst liegen müsse. Der Bitkom sieht dies als eine „Grundvoraussetzung für das Vertrauen in die Nutzung digitaler Anwendungen in der Landwirtschaft.“ Eine ähnliche Ansicht haben Fachgremien der DLG mit dem Positionspapier Digitale Landwirtschaft – Chancen. Risiken. Akzeptanz., ein Fachbeitrag für die Landwirtschaftskammer Österreich zu diesem Thema schildert die Problematik einer ungeregelten Nutzung von Betriebs-, Maschinen- und Geschäftsdaten in der Landwirtschaft.